# Tealing Dovecot

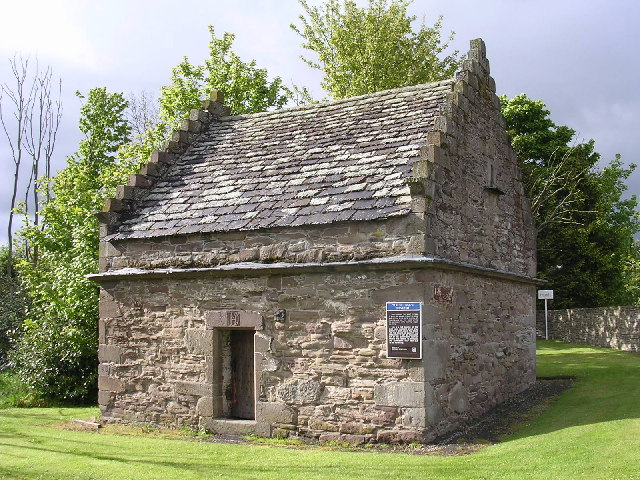
Tealing Dovecot.

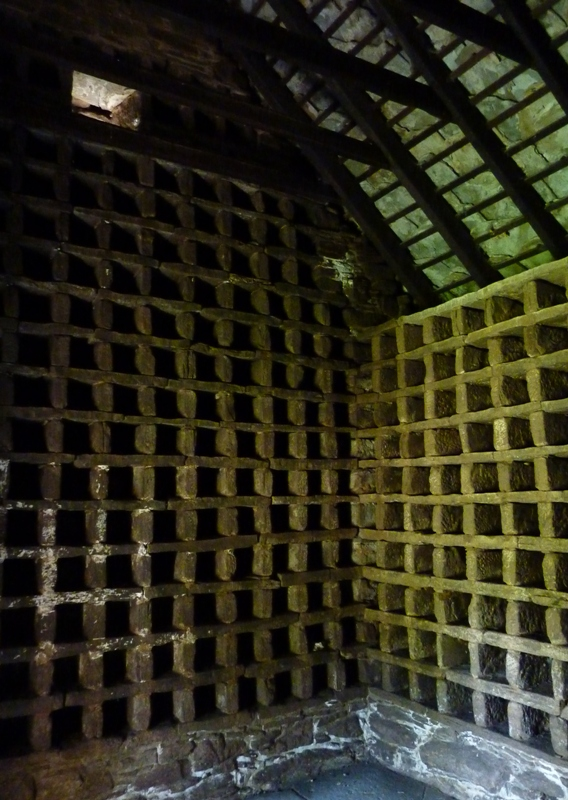
Het interieur: aan alle vier de wanden bevinden zich nestplaatsen voor de duiven.

De Tealing Dovecot, ook wel Tealing Doocot genoemd, is een zestiende-eeuwse duiventil, gelegen in Tealing in de Schotse regio Angus.

## Beschrijving
De Tealing Dovecot werd in 1595 gebouwd door Sir David Maxwell van Tealing.
Het is een rechthoekig gebouw met een puntdak.
Op een gevelsteen zijn de familiewapens te zien met het monogram van Sir Maxwell. Boven de deur die toegang geeft tot de duiventil bevindt zich een steen met het monogram van Sir David en zijn vrouw Helen: DMHG.
Het voornaamste doel van een duiventil was om de eigenaar te voorzien van vers duivenvlees en -eieren. Tevens konden de uitwerpselen van de duiven gebruikt worden als mest of verwerkt worden in de kalkspecie.

## Beheer
De Tealing Dovecot wordt beheerd door Historic Scotland, net als het nabijgelegen Tealing Earth House.